# Guðni Bergsson
Pour les articles homonymes, voir Bergsson.
Guðni Bergsson est un footballeur international islandais, né le 21 juillet 1965 à Reykjavik, évoluant au poste de défenseur.

## Biographie
Formé au Valur Reykjavik, où il évolue de 1983 à 1988, il est prêté en 1986-1987 au TSV 1860 München où il ne s'impose pas. 
En 1988, il rejoint Tottenham Hotspur où il reste six saisons, sans être jamais vraiment titulaire. 
Après un prêt dans son club d'origine, il signe en 1995 à Bolton Wanderers où il s'impose enfin, disputant 270 matchs de championnat (pour 22 buts) en huit saisons. Il y remporte notamment la First Division en 1997.
Il compte 80 sélections en équipe nationale, sélections obtenues entre 1984 et 2003.